# Arap Bethke
Ricardo Arap Bethke Galdame (Nairobi, Kenya 1980. március 12. –) mexikói színész. Főként telenovellákban szerepel.

## Élete és pályafutása
1980. március 12-én született Nairobiban chilei anya és német apa gyermekeként.
Felsőfokú tanulmányait Ausztráliában, Sydney-ben végezte el média és kommunikáció szakon.
Színészi karrierjét a Televisa-nál kezdte. 2005-ben a Venevision Hazugságok hálójában című telenovellájában játszotta Bobby-t. Arap ezt követően a Telemundóhoz szerződött, ahol megkapta Roberto Contreras szerepét a Második esélyben.

## Filmográfia

### Telenovellák, tv-sorozatok
| Év        | Eredeti Cím                     | Cím                                       | Szerep                   |
| --------- | ------------------------------- | ----------------------------------------- | ------------------------ |
| 1997      | Mi generación                   |                                           | Rodrigo                  |
| 2002-2003 | Clase 406                       |                                           | 'Chacho' Mendoza         |
| 2005      | Soñar no cuesta nada            | Hazugságok hálójában                      | Roberto 'Bobby'          |
| 2006      | Tierra de pasiones              | Második esély                             | Roberto 'Beto' Contreras |
| 2007      | Decisiones                      |                                           | Juan Andrés              |
| 2007      | RBD: La familia                 |                                           | Álvaro                   |
| 2007      | Ugly Betty                      | Ugly Betty - Címlapsztori / Ki ez a lány? | Antonio Barreiro         |
| 2007-2008 | Madre Luna                      |                                           | Demetrio Aguirre         |
| 2008      | Doña Bárbara                    |                                           | Antonio Sandoval         |
| 2009-2010 | Los Victorinos                  |                                           | Victorino Gallardo       |
| 2010      | Los caballeros prefieren brutas | A férfiak a szőkéket szeretik             | Manuel Carmona           |
| 2010      | La diosa coronada               |                                           | Genaro                   |
| 2011-2012 | El octavo mandamiento           |                                           | Iván Acosta              |
| 2012      | Amor cautivo                    |                                           | Fernando Bustamante      |
| 2013      | Corazón en condominio           |                                           | Rodolfo Cortina          |
| 2014      | Señora Acero                    |                                           | Gabriel "Muñeco" Cruz    |

2018. La piloto.    John Lucio

### Filmek
| Év   | Eredeti Cím                | Cím                 | Szerep            |
| ---- | -------------------------- | ------------------- | ----------------- |
| 1999 | Un dulce olor a muerte     | A halál édes illata |                   |
| 2013 | No se aceptan devoluciones |                     | Valentin ügyvédje |

## Fordítás
Ez a szócikk részben vagy egészben  az   Arap Bethke című spanyol Wikipédia-szócikk ezen változatának fordításán alapul.  Az eredeti cikk szerkesztőit annak laptörténete sorolja fel. Ez a jelzés csupán a megfogalmazás eredetét és a szerzői jogokat jelzi, nem szolgál a cikkben szereplő információk forrásmegjelöléseként.